# Izulijster
De izulijster (Turdus celaenops) is een zangvogel uit de familie lijsters (Turdidae). De Japanse naam is Akakokko (アカコッコ). De vogel werd in 1887 geldig beschreven door de Noors/Amerikaanse ornitholoog Leonhard Hess Stejneger.

## Verspreiding en leefgebied
Deze soort is endemisch in Japan, meer bepaald de Izu-eilanden en de Tokara-eilanden.